# Интернациональное (Чуйская область)
Интернациональное (кирг. Интернационал) — село в Ысык-Атинском районе Чуйской области Кыргызстана. Административный центр Интернационального аильного округа. Код СОАТЕ — 41708 206 821 01 0.

## География
Село расположено в центральной части области, на расстоянии приблизительно 14 километров к югу от города Кант, административного центра района. Абсолютная высота — 841 метра над уровнем моря.

## История
В период 1925-28 недалеко от села Люксембург немецкими переселенцами было образовано село Фриденфельд (впоследствии «Первое Мая», а ещё позже «Интернациональное»). Затем несколько кыргызских сёл Жар-Башы и Боз-Бармак и Фриденфельд объединились в колхоз, который впоследствии был переименован в Колхоз «Первое мая», он занимался животноводством и земледелием, специализировался на овощеводстве, здесь выращивали свёклу, картофель, помидоры, сорта которых славились на весь бывший Союз, занимались и зерновыми культурами.
До 1987 года председателем «Первого мая»-«Интернационала» был Н. Шошин. Бывший «Первое мая» также был в числе колхозов-миллионеров и не сходил с Доски почёта в СССР. Здесь были свои СТО, мельница, механизированная колонна, асфальтный завод, филиал одноимённой столичной швейной фабрики «Первое мая», пекарня, отлично оснащённая больница, амбулатория с высококвалифицированным медперсоналом, школа, детсад, клуб, музыкальная школа, комбинат бытовых услуг, библиотека, универмаг и даже своё колхозное кафе.

Последним председателем распавшегося колхоза был О. В. Шматенко. Во Фриденфельде распад совпал с повальным выездом кыргызских немцев в Германию. Если в прежние годы их численность составляла 90 % населения, то сейчас этнических немцев проживает буквально несколько семей.

## Население
| год     | 2009  | 2014  | 2020  | 2021  | 2023  |
| ------- | ----- | ----- | ----- | ----- | ----- |
| человек | 2 808 | ▲3478 | ▲3833 | ▲3839 | ▲4250 |

## Образование
Ученики местной школы «Актилек» (а обучение здесь ведётся на русском и кыргызском языках) также овладевают английским, принимают участие в олимпиадах, спортивных соревнованиях, смотрах художественной самодеятельности, выступают с концертами в детских домах и домах инвалидов. При поддержке корейской компании в селе созданы центр подготовки детей к школе и детский сад. Функционируют две библиотеки.

## Средства массовой информации

### Газеты
- «Айыл ажары» (ред. Зыйнат Байбагышова)[4]

## Известные люди
- Сардарбек Жумалиев (композитор и дирижёр)
- Азамат Сулайманкулов (губернатор Чуйской области)[4]